# Ptah-Seker-Osiride

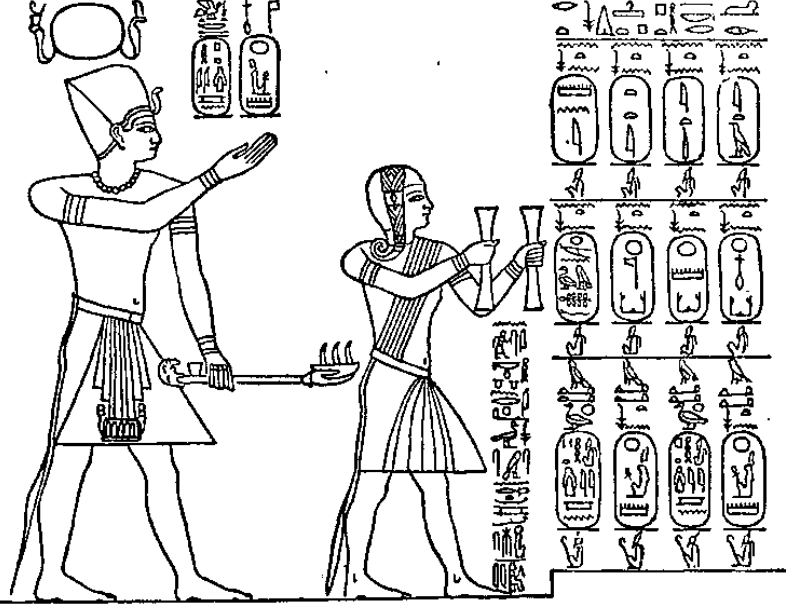
Nella lista dei Re del tempio di Seti I ad Abido il faraone ed il figlio, il futuro Ramses II, rendono omaggio a Ptah-Seker-Osiride e ai loro 72 antenati (di cui nella lista sono presenti i cartigli). Qui la parte iniziale dell'elenco, in una riproduzione tratta dalla Encyclopaedia Biblica del 1903.

Ptah-Seker-Osiride o Ptah-Sokari-Osiride (dal greco Φθᾶ-Σόκαρις-Ὄσιρις) è una divinità egizia nata dalla fusione di tre dei: Ptah dio dell'artigianato, Osiride dio della morte e Sokar il dio con la testa di falco. È considerato il signore dell'oltretomba.
Durante l'Antico Regno il culto di Ptah, che aveva la sua origine ed il centro di maggiore importanza a Menfi, dove il toro Api era considerato la sua manifestazione terrena, venne via via unificato con quello di Seker, patrono della necropoli cittadina. Col tempo a questa prima unione Ptah-Sokar venne ad affiancarsi anche Osiride, nella sua veste di dio dell'oltretomba, andando a formare il culto sincretistico di Ptah-Seker-Osiride, esteso a tutto l'Egitto. Solo con l'avvento del Nuovo Regno la figura di Ptah otterrà una nuova indipendenza e il dio verrà considerato il compagno della dea-leonina Sekhmet.
Era raffigurato sia come un nano dalle gambe storte e senza barba, dotato a volte di uno scarabeo soprastante il capo, sia come un uomo barbuto mummiforme (il corpo inerte di Osiride) ornato da due piume e con sopra il capo il disco solare e corna di montone, sia come un falco su bare e sarcofaghi.
Sono state ritrovate numerose statuette rappresentanti questa divinità, realizzate in legno, spesso dotate di piedistalli cavi contenenti papiri con estratti dal Libro dei morti. Le statue ritrovate sono solitamente colorate con tinte vivaci e ornate con preghiere e formule rituali.